# Медисон (Индијана)
Медисон (енгл. Madison) град је у америчкој савезној држави Индијана.

## Демографија
По попису из 2010. године број становника је 11.967, што је 37 (-0,3%) становника мање него 2000. године.
| Група             | 2000.          | 2010.          |
| Белци             | 11.278 (94,0%) | 11.071 (92,5%) |
| Афроамериканци    | 292 (2,4%)     | 338 (2,8%)     |
| Азијати           | 100 (0,8%)     | 145 (1,2%)     |
| Хиспаноамериканци | 163 (1,4%)     | 203 (1,7%)     |
| Укупно            | 12.004         | 11.967         |